# Monte Frontè
Monte Frontè – szczyt w Alpach Liguryjskich. Leży we Włoszech w regionie Liguria.